# Trouble (álbum de Natalia Kills)
Trouble es el segundo álbum de la cantante británica Natalia Kills. El álbum contiene trece canciones y fue lanzado el 3 de septiembre de 2013. El primer sencillo de este álbum es Problem que fue lanzado el 12 de marzo de 2013 en descargas legales a través de iTunes y Amazon MP3. En una entrevista con el sitio Blog Profeta en junio de 2012, el álbum de la artista promete un sonido "caótico y ruidoso" que no incluye sonidos electrónicos o de baile. El cantante y ofrece un cambio importante en términos musicales. Grabado con la ayuda de Emile Haynie y Jeff Bhasker, Trouble tendrá la difícil tarea de llevar finalmente Natalia Kills en la cima de los rankings. De hecho, su anterior álbum Perfectionist no fue cautivado al público a pesar de la eficacia de los sencillos que fluía. El álbum fue precedido por dos sencillos "Problem" y "Saturday Night". Aparte con un sencillo promocional "Controversy" y "Outta Time"
En la salida del disco ha alcanzado la posición número 70 en el Billboard 200 con más de 6000 copias vendidas (casi la mitad de las ventas del álbum anterior) en Estados Unidos, 64 lugares más arribas que su álbum anterior y en Canadá en el puesto número 82.

## Génesis del álbum
EL 4 de abril de 2012, Natalia entró en el estudio y anunció a través de internet que rodeará los próximos meses el reconocido productor Jeff Bhasker, Fernando Garibay, Emile Haynie y will.i.am.
En una entrevista con el sitio web de El Blog Profeta en junio de 2012, Natalia Kills álbum promete una "caótica y ruidosa" que no incluye sonidos electrónicos o de baile. Una novedad importante se planea en el mapa musical. El cantante también habló seis títulos en esta reunión: Trouble, me pare, Marlboro Lights, Saturday Night, Problema y Televisión. Coproductor de varias pistas, Natalia Kills define su próximo álbum como "grave", y agregó que "la energía está en pleno apogeo. Canciones como Marlboro Lights y Saturday Night me permitió experimentar una nueva escritura entera para mí. Dije, incluyendo la oscuridad de mi mente. Es una locura de comparar la forma en que crecí y todo lo que podía hacer cuando era un adolescente. He aludido en el primer álbum. Estoy totalmente expuesto en él.
El 27 de agosto de Natalia Kills participó en una sesión de fotos para la visual de su nuevo disco y su próximo single. Guillaume Doubet, director favorito de la cantante dijo que no sabía si iba a dirigir la puesta en práctica de los videos musicales de su segundo álbum, debido a grandes productores están tratando de trabajar con él. 5 de septiembre de Natalia informó a través de su cuenta de Twitter que el álbum está terminado y debería estar disponible en breve. También da su nombre es "TROUBLE". Ese mismo día, también se enteró de que el primer sencillo de este álbum debería estar bien disponible a partir de septiembre de 2012. Cherrytree registros confirman que más tarde sería una canción llamada "CONTROVERSIY". El 6 de septiembre de 2012, Natalia finalmente hizo que controversiy no es el primer sencillo de su segundo álbum, pero un "buzz single" e introducción de este álbum era como Zombie. Sin embargo, tendrá un clip. También se enteró de que el primer sencillo oficial se dará a conocer en menos de 6 semanas y puesto en libertad en diciembre. En cuanto al álbum, que será lanzado en 2013, probablemente en marzo. El mismo día, un clip de video de 2 CONTROVERSY se dio a conocer.
Gráficos En Francia, dijo en el lanzamiento de controversiy: "Su primer intento Perfeccionist, lanzado en 2011, no se puede esperar en el ranking europeo, pero Natalia Kills ha conseguido crear una base de fanes sólida con su aspecto a veces de mala calidad y el estilo musical que combina los sonidos efectivos de la corriente principal del pop a su universo personal más oscuro, a menudo vacilantes entre Lady Gaga y Rihanna. Listo para tomar su venganza, el cantante ha anunciado el próximo lanzamiento de un nuevo álbum. Natalia Kills al parecer no se decide cambiar la receta de una nota. La criada, una pequeña de Will.i.am protegida, ha anunciado que su próximo álbum tendría el dulce nombre de Trouble, y un primer extracto de la Controversy título acaba de aparecer en línea, donde se habla más de lo que canta. Varios elementos sugieren que la cantante mantendrá su oscura verdad y nada toque provocador".
La cantante dice que su segundo álbum no tomará un giro de 180 grados, que se verá notablemente la anterior, pero los temas siguen siendo más oscuro.
Dos años después del sencillo Free, se esperaba un nuevo dúo con will.i.am para este álbum, pero al parecer no se tiene planeada ninguna canción para Trouble
.
El 23 de abril de 2013, la canción Feel Myself fue filtrada por completo 
en Internet . El blog de la música pop: una y otra vez describió la obra como "valiente y tambaleante, no es tan eficaz como otros sonidos, pero es bueno para el final del día", y añadió que "no es nuestra favorita, pero el corazón de muertes una dirección interesante que se necesita, sólo la esperanza de que vamos a tener nuevos títulos con grandes melodías del próximo álbum ".
El 8 de mayo de 2013, en un escaparate para el club de la revista The Box en Nueva York, Natalia reveló en exclusiva las canciones Boy's Don't Cry y Saturday Night por una puesta en escena.
Durante el fin de semana del 22 al 23 de junio de 2013, el problema clip se filtró en Internet dos días antes de su lanzamiento oficial en el canal VEVO cantante 6. Al mismo tiempo, se anunció que el segundo single del álbum es la canción Saturday Night, y estará disponible en legal del 2 de julio de 2013 7 descarga. La portada del sencillo también estaba en línea, es material de aficionados Natalia niño en un viejo aparato de televisión. Al mismo tiempo, Natalia se encuentra entre las ciudades de Nueva York, Londres y París para grabar el video de la segunda imágenes individuales de las escenas que aparecen en la red en 26 de junio de 2013.
El 21 de agosto Natalia kills dio a conocer la duración del disco y de todas las canciones.

## Composición
Trouble incorpora pop con temas instrumentales de guitarra impulsadas, y se diferencia del sonido que se escucha en el álbum debut de la cantante, Perfeccionist .
El álbum abre con el tema "Televisión", que ha sido descrito como " Disney -esque "y contiene" letras angustia a balazos y acordes malcriados ". "Problem", la segunda canción del álbum y su primer sencillo , es un "sucio, pista de rock-que rompe", y también se decía que había "proporcionado [Kills] con el irreverente, tachonado de cuero dedo medio alto en el cielo que necesitaba para obtener su punto a través". Es seguido por "Stop Me", que ve a la cantante de "bailar diabólicamente su camino a través del VIP y corriendo por la ciudad", con letras como "Si me escapo contigo esta noche, podríamos hacer que los errores se sientan / podíamos hacer algún daño, me coge en las luces de París ". "Los chicos no lloran", la cuarta canción, fue descrito como "ofrecer algunas de las mayores sorpresas del disco, poner un nuevo giro en el sonido vintage con grande, puro pop ganchos que bien podría haber venido de The Ronettes ". Favorita muertes »en el disco," La muchacha del papá ", fue considerado una" canción de amor golpes "y contiene una muestra de" Rich Girl "del dúo Hall & Oates . Líricamente, explora la devoción de su madre, a su padre mientras este estaba en la cárcel.
La sexta pista y el segundo sencillo de Trouble , " Saturday Night "es una midtempo synthpop canción con influencias del new wave . Líricamente, habla de "la juventud y el desencanto desperdiciado", mientras se discute que crecen en un hogar con violencia doméstica . La séptima pista "Devils no vuelan" fue descrito como una "balada suicidio" por muertes, mientras que "Outta Time "fue considerado un" pastiche de sonidos de distintas épocas ". Clasificada como "refinado y conmovedor", se describe como una "indicación de la musicalidad de muertes '". El siguiente tema, " Rabbit Hole "es una canción pop bubblegum, y ha sido comparada con Gwen Stefani trabaja. También se describió como "boyante" y "arrogante". Las canciones siguientes iniciales: "Watching You" y "Marlboro Lights" , están "barriendo baladas intención de ampliar su sonido". La canción que da título, que termina el álbum, contiene "bombos estadio", de manera similar a la primera canción del álbum.
Cuando se preguntó sobre la inclusión de ritmos más pesados en las canciones del álbum, Natalia Kills declaró: Definitivamente me siento muy emocionado de ser capaz de poner beats-como muy duro hip-hop beats-detrás de mi música, más que lo hacía antes. Es más la guitarra impulsado y erradica el sonido synth-pop que fue sutilmente en mi música. Supongo que porque me siento más fuerte y agresivo, se encontró en la música a ser más perra, más punk, más hip-hop. Es como renegado. Es pop de alto impacto "

## Concepto
En general, Trouble ha sido descrito como " una retrospectiva de sus diversos problemas de la vida " , con referencias a la infancia de la cantante, y la experiencia de Kills " tratando de ser un adulto y sólo hacer una mierda fuera de él " . Durante una entrevista con El Blog Profeta Kills reveló que no había " un poco de baile o electro " en problemas , alegando que fue compuesto en su totalidad de " sentirse mal sentir la buena música " . El sonido del álbum también fue portraid por muertes como " ruidosa y caótica " , sino también " personal y detallada " . A lo largo del álbum, las letras retratan su infancia y las relaciones en "mucho más gráfico detalle" que en Perfeccionista , el álbum debut de la cantante de Kills también fue entrevistado por Billboard , en la que describió el álbum como "un collage de todas las peores recuerdos y peores errores " que habían hecho nunca. También afirmó que la "versión de sí misma ", presentado el problema no era "totalmente accesible " en la Perfectionist. Cuando se le preguntó si se iba de nuevo a viejos diarios para ayudar a escribir las letras de las canciones , muertes respondió : . " No, es todo aquí . sólo hay un collage de recuerdos saco de [...] Retrospectivamente , miro hacia atrás y pienso, ' Whoa , he tenido una vida tan salvaje, y yo he aprendido de él. Esto es la mente por completo de irregularidades que han vivido a través de él , e incluso las cosas que yo consideraba divertido ' . es por eso que es importante para mí para inyectar la diversión nuevamente dentro de él , ya que cualquiera podía cantar una triste balada melancólica sobre lo que ha sucedido en su vida . quería lo contrario . " 

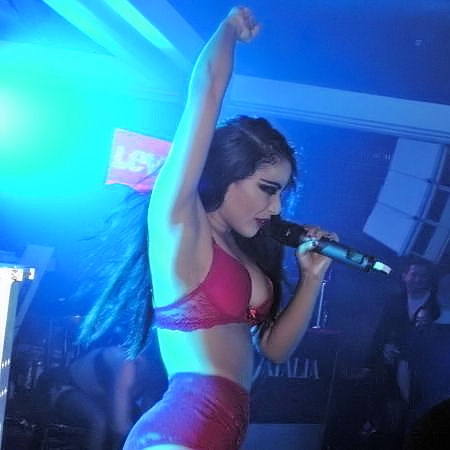

A finales de julio de 2013, el arte oficial de cubierta para Trouble fue revelado en línea, que ofrece un collage de varios elementos que simbolizan la vida personal de muertes . La cubierta también se inspira en el disco en sí , es un " collage de los peores recuerdos y peores errores " en la vida personal de muertes . El cantante dijo : . "Quería que la cubierta sea un collage real de todos los elementos y objetos y momentos que me hablo en el álbum". El champán y el reloj Rolex , los cuales están presentes en la portada , se refieren a la " niña del papá ", la canción , que simboliza todo lo glamoroso y caro que la familia Kills ' había nunca, y el hecho de que el cantante lo cambiaría todo el referenciado a tener a su padre de vuelta . Durante una entrevista con Billboard , se reveló que mata diseñó la portada misma, haciendo que todos los objetos representados en el arte de la cubierta , su impresión en papel fotográfico y luego cortarlos , lo que hace el collage. Bianca Gracie de Idolator describe la tapa técnica " de los años 80 del kitsch " y consideran todos los elementos que rodean muertes en la portada de ser " todos los elementos esenciales para un alborotador pijo ". Bradley popa de MuuMuse tuvo una reacción similar a la obra de arte , elogió por ser una " perfección represention de la era actual " y lo describió como " una mezcla de glamour y goodies bad girl misceláneos " .

## Carátula
A diferencia de su predecesor, que carecía de color, avant-garde y objetiva 'Trouble' es brillante, colorido y divertido. Fue creado en julio de 2013. De acuerdo con el tuit del fotógrafo y director de arte Nik Thakkar: "La portada de TROUBLE de Natalia Kills pinta bastante bien. Sólo tiene que esperar." "Se confirma la presencia de colores en este CD" dijo contestando otro tuit. El 27 de julio, Natalia colgó en Instagram parte del logotipo que representa el "Contenido explícito consultivo parental" en dulces fondo de color rosa con la leyenda " Trouble ... pronto!" . Cherrytree Registros anuncian al día siguiente que la cubierta se revelará plenamente el lunes de la semana siguiente. 
La cantante Natalia Kills fue quien diseñó la portada del álbum, incluyendo, buscar las imágenes, recortarlas y acomodarlas donde ella quería.,

## Crítica
The Indepent describió el material como un "álbum de rock electrónico" alabando su confianza y su "temeridad", pero criticó el intento de la cantante para parecer "vulnerable" en su disco.
Idolator dijo "es ujna delicia escuchar las canciones de Natalia Kills", incluso dijo que había superado los mejores momentos de su anterior álbum Perfectionist.
Incluso al ser subido en iTunes recibió buena recepción de los fanes de la cantante.
Hasta la fecha todas las críticas que ha recibido el álbum han sido positivas.

## Promoción
A finales de marzo de 2013, Natalia Anuncio tiene que atravesar un video de la mini-Preparación De Una gira promocional, Llamada Efecto Music Tour. La gira, en colaboración con la bebida energética Effect , se inició el 4 de abril en Moscú y se completó el 13 de abril en Krasnoyarsk , también a través de Kaliningrado 5, Sochi 6, Perm 11 y San Petersburgo el 12 La Jirafa en Colaboración con la bebida Efecto Energética es el inicio 4 de abril en Moscú completo y el 13 de abril en Krasnoyarsk, also a Través Kaliningrado 5, 6 Sochi, Perm 11 y el 12 San Petersburgo.
Más tarde en un programa llamado "Una Noche en Broklynn" Natalia canto varias canciones de su nuevo álbum de estudio incluyendo:Malboro Lights, Trouble, Controversy, Dady`s Girl y Devil`s Dont Fly.
Una vez subido el álbum en i Tunes las canciones aparecieron en You Tube.
El 10 de septiembre fue lanzado el álbum en formato físico en Estados Unidos y más tarde el 17 del mismo mes será lanzado en Canadá.

### Sencillos
Problem es el primer sencillo del álbum, fue publicado el 12 de marzo de 2013 aunque el tono de la canción es más oscuro que el resto del álbum ha tenido buena aceptación entre el público y hasta la fecha lleva más de 2 millones de visitas en YouTube.
El segundo sencillo del álbum es Saturday Night, publicado el 2 de julio de 2013 y el 28 de junio en Estados Unidos según el público y los críticos es la mejor canción de Natalia Kills y la canción más íntima de la cantante; en YouTube supera el millón de reproducciones.
El álbum lleva aparte de estos sencillos lleva un sencillo promocional llamado Controversy y fuelanzado en septiembre del año pasado, según la artista es la entrada a la era Trouble. El video fue lanzado más tarde su cuenta oficial de la cantante.
Un video de la canción Outta Time fue subido en el canal oficial de la cantante en You Tube que apenas cuenta con 118 mil reproducciones.
Más tarde se subió un video de la canción Trouble a la cuenta oficial de la cantante y el 8 de abril se dio a conocer que el remix de la canción sería el nuevo sencillo del álbum

## Desempeño comercial
El álbum tuvo mayor éxito que su predecesor en las listas estadounidense, vendiendo 6 mil copias en su primera semana llegando hasta el puesto 70 en el Billboard 200 y una semana salió de la lista. Sin embargo fracaso en las demás listas internacionales.

## Lista de canciones
- Edición estándar

| Trouble |                    |                                  |                                 |          |  |
| N.º     | Título             | Escritor(es)                     | Productor(es)                   | Duración |  |
| 1.      | «Television»       | Natalia Kills                    |                                 | 5:54     |  |
| 2.      | «Problem»          | Natalia Kills & Sky Montique     | Jeff Bhasker y Guillaume Doubet | 3:50     |  |
| 3.      | «Stop Me»          | Natalia Kills                    |                                 | 3:45     |  |
| 4.      | «Boys Don't Cry»   | Natalia Kills                    |                                 | 3:35     |  |
| 5.      | «Daddy's Girl»     | Natalia Kills                    |                                 | 3:36     |  |
| 6.      | «Saturday Night»   | Natalia Kills                    |                                 | 4:46     |  |
| 7.      | «Devils Don't Fly» | Natalia Kills                    |                                 | 4:38     |  |
| 8.      | «Out of Time»      | Natalia Kills                    |                                 | 3:42     |  |
| 9.      | «Controversy»      | Natalia Kills & Guillaume Doubet | Jeff Bhasker y Guillaume Doubet | 4:47     |  |
| 10.     | «Rabbit Hole»      | Natalia Kills                    |                                 | 3:14     |  |
| 11.     | «Watching You»     | Natalia Kills                    |                                 | 3:50     |  |
| 12.     | «Marlboro Lights»  | Natalia Kills                    |                                 | 4:05     |  |
| 13.     | «Trouble»          | Natalia Kills                    |                                 | 4:19     |  |
| 53:54   |                    |                                  |                                 |          |  |

- Nota: Feel My Self no estará en el disco pues ya que fue solo una demostración y más porque no habrá una edición deluxe.

## Personal
Créditos adaptadas de las notas de los problemas. 
Jeff Bhasker - producción, programación, guitarra, teclados, ingeniería, mezclado, piano, órgano, coros, producción ejecutiva
Guillaume Doubet - coproducción, programación
Natalia Kills - voz
John Glass - programación, coproducción
Pawel Sek - ingeniería, coros
De Tony Maserati - mezcla
Chris Athens - mastering
Emile Haynie - producción adicional, programación, producción, teclados
Mike Will - Programación
Sam Tyler Johnson - Ingeniería
Rob Suchecki - Ingeniería
Jimmy Messer - guitarra, ingeniería
Daniell Haim - guitarra

## Posicionamiento en listas
| Lsta                 | Número |
| -------------------- | ------ |
| US Billboard 200     | 70     |
| Canada Albums Charts | 82     |

## Historial de lanzamiento
| País           | Fecha                    | Etiqueta           | Formato                |
| -------------- | ------------------------ | ------------------ | ---------------------- |
| Estados Unidos | 3 de septiembre de 2013  | Instercope Records | Descarga legal         |
| Australia      | 6 de septiembre de 2013  | Instercope Records | CD y descargas legales |
| Alemania       | 6 de septiembre de 2013  | Instercope Records | CD y descargas legales |
| Francia        | 9 de septiembre de 2013  | Instercope Records | CD y descargas legales |
| Italia         | 9 de septiembre de 2013  | Instercope Records | CD y descargas legales |
| Estados Unidos | 10 de septiembre de 2013 | Instercope Records | CD                     |
| Canadá         | 17 de septiembre de 2013 | Interscope Records | CD                     |